# Straattheater

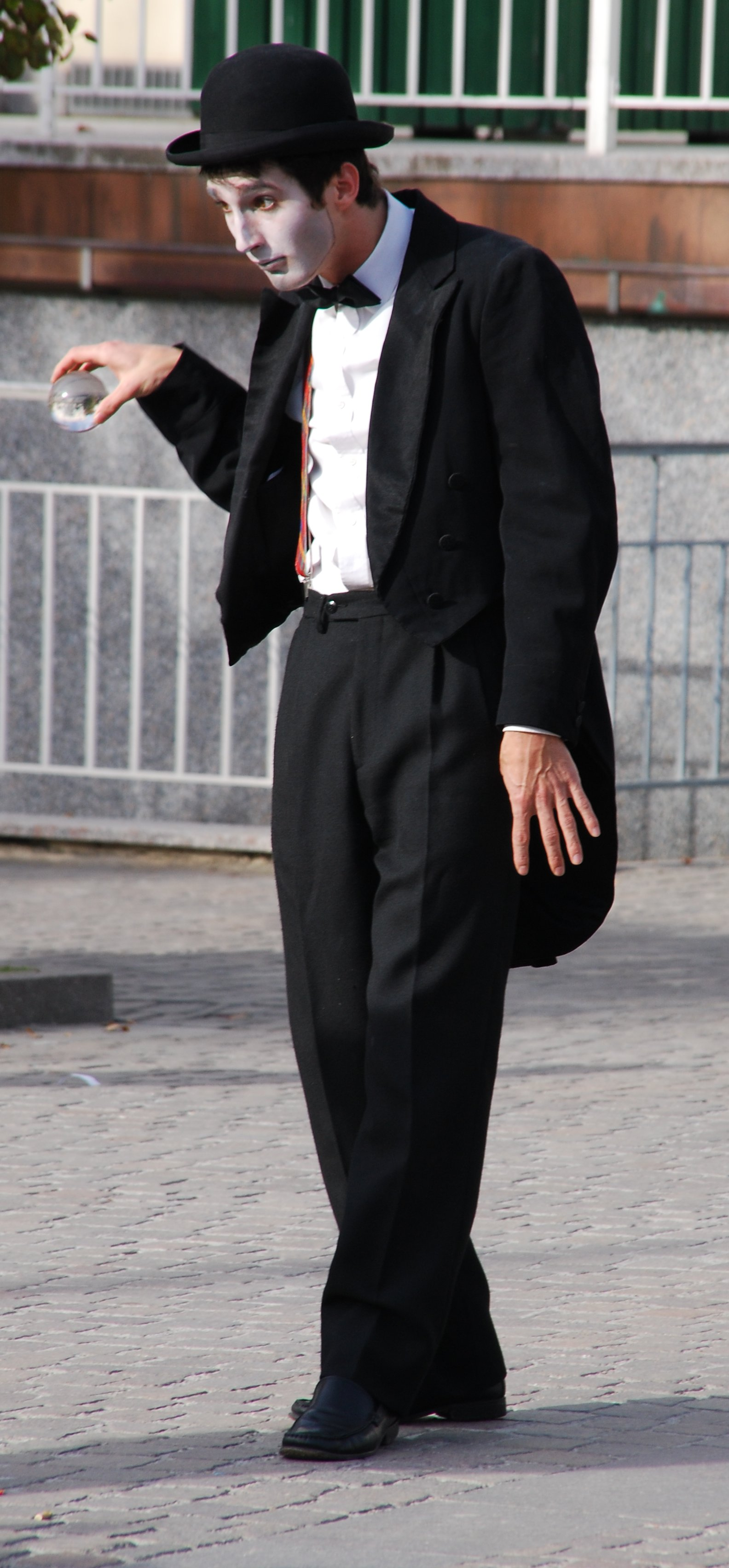
Pantomime op straat

Straattheater is een theatervorm die in de openbare ruimte wordt uitgevoerd, zonder een specifiek betalend publiek. Vaak is het onderdeel van een festival waar in een bepaalde stad op verscheidene plekken theater wordt gemaakt. Er zijn vele soorten acteurs, van buskers tot georganiseerde theatergezelschappen of groepen die willen experimenteren met de ruimte, of die hun gewone werk willen promoten.
Bij festivals of parades krijgen de uitvoerders soms een contract en worden ze betaald door de organisator, maar meestal zijn ze niet betaald en krijgen ze hun inkomsten van de toeschouwers die 'een munt in de hoed gooien'. In vele steden moeten uitvoerders van straattoneel een bepaalde toelating bezitten van de lokale overheid.
Door de beperkte logistieke mogelijkheden wordt straattheater gekenmerkt door simpele kostuums en rekwisieten, en door weinig of geen geluidsversterking. De geluidsbeperking zorgt ervoor dat dans, mime en slapstick populaire genres zijn. Straattheater wordt altijd op de grond gespeeld nooit op het podium.
Vermoedelijk is straattoneel de oudste vorm van theater, en gaat het terug op het middeleeuwse wagenspel. De Leydse KluchtenCompagnie zet deze traditie voort door stukken uit de Middeleeuwen en de 16e en 17e eeuw te spelen. De meeste theatervormen kunnen teruggebracht worden naar straatvoorstellingen.